# Andréi Lipski
Andréi Lipski (Ucrania) es un gimnasta artístico ucraniano, medallista de bronce mundial en 2001 en el concurso por equipos.

## Carrera deportiva
En el Mundial celebrado en Gante (Bélgica) en 2001 gana la medalla de bronce en la competición por equipos, tras Bielorrusia y Estados Unidos, siendo sus compañeros de equipo: Alexander Beresh, Roman Zozulya, Sergei Vyaltsev, Ruslan Mezentsev y Andrei Mikhailichenko.